# Ángel Berni
Ángel Antonio Berni Gómez (Asunción, 9 de enero de 1931-Asunción, 24 de noviembre de 2017) fue un futbolista paraguayo. Jugaba de delantero. Fue uno de los goleadores de la selección de fútbol de Paraguay que conquistó el Campeonato Sudamericano en 1953. También fue máximo goleador del Campeonato de Primera División de Argentina de 1954 con San Lorenzo de Almagro.

## Trayectoria
Su primer club fue el Club Olimpia de Asunción, club al que llegó en 1945 a sus categorías inferiores. En 1949 debutó con el primer equipo. En 1951 fue transferido al Boca Juniors de Cali colombiano, y posteriormente al San Lorenzo de Almagro argentino. En San Lorenzo llegó a ser máximo goleador del campeonato en 1954, con 29 goles. Posteriormente jugó en el también argentino Gimnasia y Esgrima de La Plata y el español Real Betis Balompié, club en el que se retiró en el año 1964.

## Selección nacional
Fue internacional con la Selección de fútbol de Paraguay. Berni fue parte de la Selección de fútbol de Paraguay en la Copa Mundial de Fútbol de 1950 y también compitió en el campeonato de la Copa América 1953 que fue ganada por Paraguay.

### Participaciones en Copas del Mundo
| Mundial                        | Sede   | Resultado    |
| ------------------------------ | ------ | ------------ |
| Copa Mundial de Fútbol de 1950 | Brasil | Primera fase |

### Participaciones en Copa América
| Copa              | Sede | Partidos | Goles | Resultado |
| ----------------- | ---- | -------- | ----- | --------- |
| Copa América 1953 | Perú | 7        | 4     | Campeón   |

## Clubes
| Club                                 | País      | Año       |
| ------------------------------------ | --------- | --------- |
| Club Olimpia                         | Paraguay  | 1949-1951 |
| Boca Juniors de Cali                 | Colombia  | 1951-1952 |
| Club Atlético San Lorenzo de Almagro | Argentina | 1953-1958 |
| Club de Gimnasia y Esgrima La Plata  | Argentina | 1959      |
| Real Betis Balompié                  | España    | 1959-1963 |